# Spanische Nationalbibliothek
Die Spanische Nationalbibliothek (spanisch Biblioteca Nacional de España) in Madrid ist die wichtigste Bibliothek Spaniens und der zentrale Fundus für Bücher aus Spanien. Der Bestand der 1712 gegründeten Bibliothek umfasst zirka 26 Millionen Medieneinheiten, womit sie eine der größten Bibliotheken der Erde ist. Die Nationalbibliothek befindet sich seit 1896 am Paseo de Recoletos im Stadtzentrum und hat eine Nebenstelle in Alcalá de Henares. 2012 feierte sie ihr 300-jähriges Jubiläum.

## Geschichte
Die spanische Nationalbibliothek wurde 1712 von Philipp V. als Biblioteca Real („Königliche Bibliothek“) gegründet, obwohl der eigentliche Gründungserlass erst am 2. Januar 1716 verkündet wurde. Die Bibliothek sollte sowohl den Bürgern Zugang zu Wissen eröffnen, als auch die Privatbibliotheken einiger Adliger aufnehmen. Die Drucker waren verpflichtet ein Exemplar aller in Spanien veröffentlichten Bücher abzugeben (vergleichbar der heutigen Hinterlegung von Pflichtexemplaren). Die erste Veröffentlichung der Bibliothek erschien 1738 mit dem Titel Bibliotheca Universal de la Polygraphia Española, ihr Herausgeber war Cristóbal Rodríguez.
1761 wurden die Statuten der Bibliothek von Juan de Santander im Auftrag von Karl III. überarbeitet. Darüber hinaus wurde die Imprenta Real (‚Königliche Druckerei‘) gegründet, deren Leitung der verantwortliche Bibliothekar hatte.
1836 wurde die Bibliothek in Nationalbibliothek umbenannt, und ihre Tätigkeit war nicht mehr vom Königshaus abhängig, sondern wurde der öffentlichen Verwaltung unterstellt. Die Desamortisation der Stiftungsvermögen hatte die Schließung zahlreicher Klöster und religiöser Einrichtungen zur Folge. Die Bibliothek entwickelte die Strategie, die bis dahin in den Händen der Kirche befindlichen Bestände zu übernehmen, wodurch ihre Bestände wuchsen und vor allem an Qualität gewannen.
Von 1835 bis 1860 wurden einige Kommissionen gegründet, um die Fachgebiete der Institution zu betreuen. Alle während der Ersten Republik vom Klerus beschlagnahmten Bücher gingen in den Bestand der Bibliothek über.
1896 wurde nach dreißigjähriger Bauzeit der neue Sitz am Paseo de Recoletos fertiggestellt, der gleichermaßen als Bibliothek, Museum und Archiv diente.
Von 1936 bis 1939 wuchs der Bestand noch einmal während des Spanischen Bürgerkriegs aufgrund der Beschlagnahme von fast fünfhunderttausend Büchern.

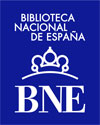
Logo

1957 wurde die Hinterlegung von Pflichtexemplaren eingeführt. Dadurch wurde die vorige Regelung, nach der die Drucker ein Exemplar jeder Ausgabe einreichen mussten, ersetzt. 1986 bestand die Bibliothek aus den integrierten Abteilungen Hemeroteca Nacional (‚Nationalen Zeitungsarchiv‘), dem Instituto Bibliográfico Hispánico (‚Spanischen Bibliografischen Institut‘) und dem Centro del Tesoro Documental y Bibliográfico (‚Zentrum für das Dokumentarfilmarchiv‘).
1991 wurde aus Platzgründen ein neues Archiv für Bücher in Alcalá de Henares gegründet.

## Verwaltung
Die Nationalbibliothek ist dem Spanischen Sport- und Kulturministerium als autonome Organisation angegliedert. Ihr Generaldirektor ist Königlicher Stiftungsrat und hat die Vollmachten eines „leitenden Beraters“. Ihre Gremien sind der Verwaltungsrat, die Technische Leitung und eine Geschäftsführung. Direktorin der BNE ist seit 2010 Gloria Pérez-Salmerón.

## Bestand

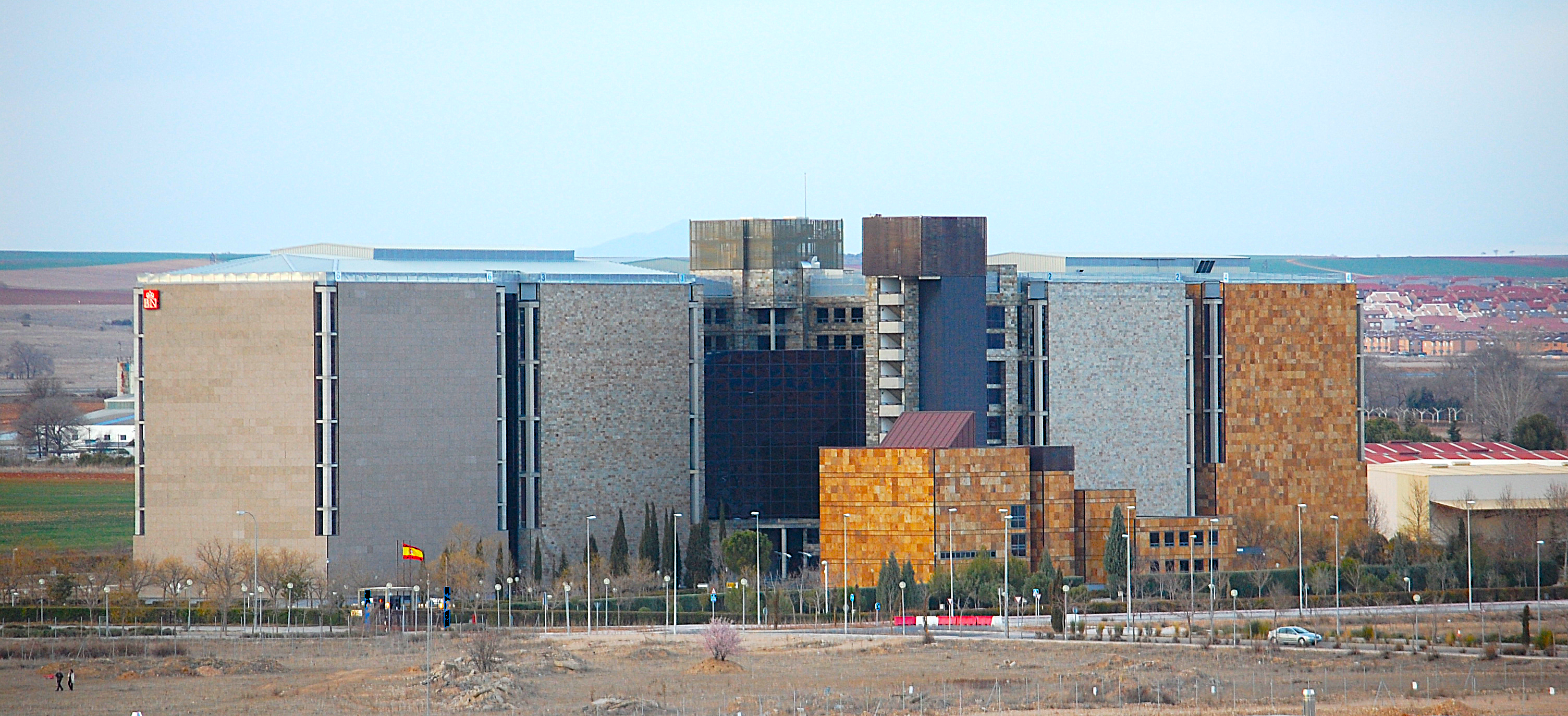
Sitz der Spanischen Nationalbibliothek in Alcalá de Henares.

Im Bestand der Nationalbibliothek befinden sich:
- 6.000.000 moderne Bücher, seit 1831 erschienen
- 50.000 alte Bücher, vor 1831 erschienen
- 30.000 Handschriften
- 3.000 Inkunabeln
- 130.000 Periodika
- 700.000 Kupferstiche
- 45.000 Zeichnungen
- 800.000 Plakate
- 134.000 Karten
- 500.000 Postkarten
- 2.000.000 Fotografien
- 500.000 Partituren
- 550.000 Tonaufzeichnungen
- 80.000 Videoaufzeichnungen

## Kataloge
- Allgemeiner Hauptkatalog
- ARIADNA und UNICORN
- DIBI
- CCPP